# Абатство Кайлмор
Абатство Кайлмор ( ірл. Mainistir na Coille Móire , англ. Kylemore Abbey) — бенедиктинський монастир, заснований у 1920 році на території замку Кайлмор у Коннемарі, графство Голвей, Ірландія. Абатство було засноване для сестер ордену бенедиктинок, які втекли з Бельгії під час Першої світової війни у зв'язку з тим, що внаслідок бойових дій їхній монастир був зруйнований. Сьогодні Кайлеморське абатство під керівництвом Кайлеморського фонду продовжує свою місію бенедиктинського монастиря, зберігаючи Кайлемор і його духовну місію, природну та архітектурну спадщину довірену їм ірландською нацією. Абатство Кайлмор також є однією з головних визначних пам'яток Ірландії.

## Історія

### Палац Кайлмор
Палац побудований у 1868 році як приватний будинок для сім'ї Мітчелла Генрі, багатого лікаря з Лондона, батько якого був успішним текстильним підприємцем ірландського походження в Манчестері, Англія. Переїхав до Ірландії, коли він і його дружина Маргарет придбали землю навколо абатства після подорожі туди під час медового місяця в середині 1840-х років. Був політиком, представляв графство Голвей з 1871 по 1885 рік.

### Замок Кайлмор

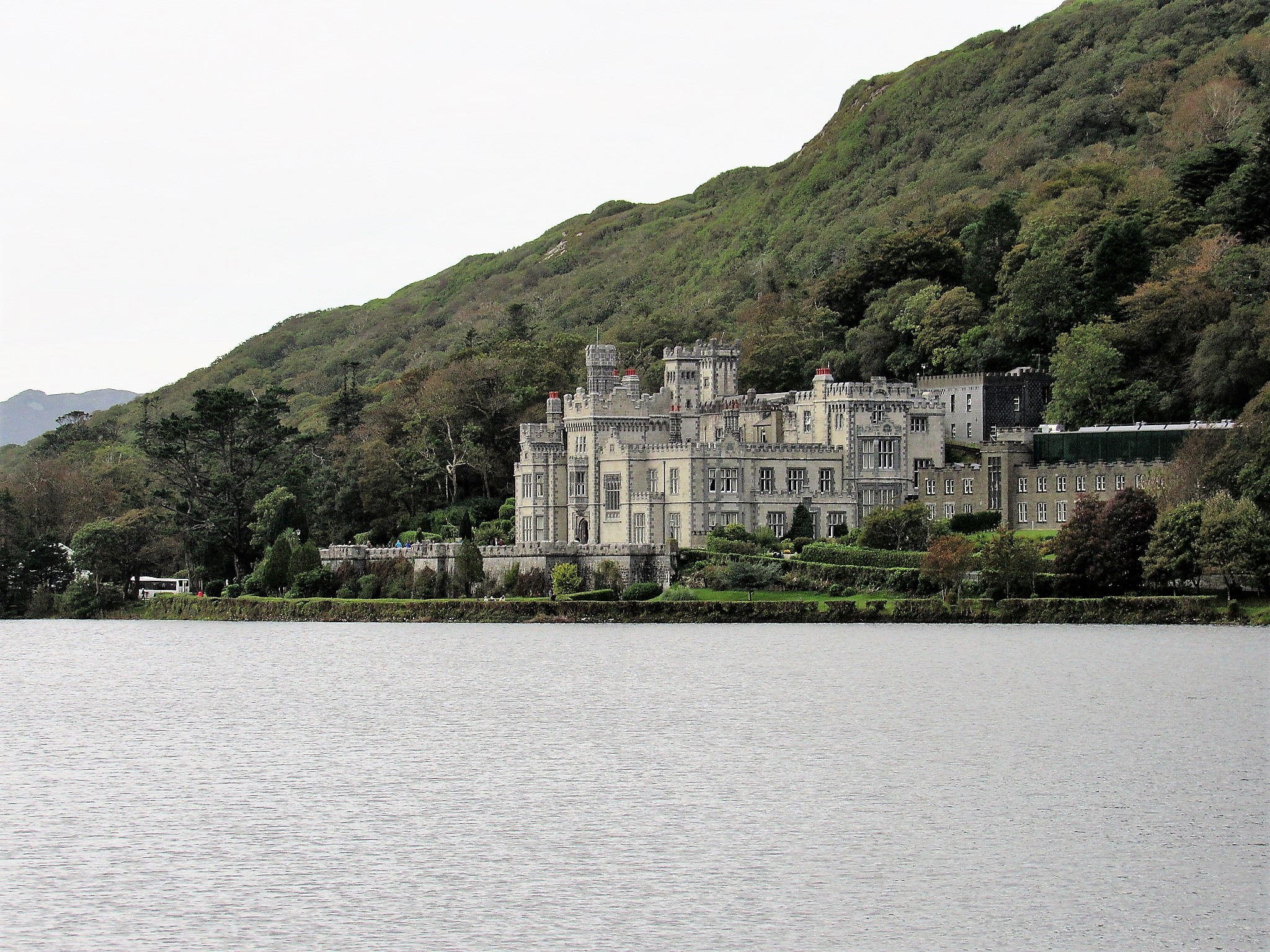
Абатство, колишній замок Кайлмор

Замок був спроектований Джеймсом Франкліном Фуллером за підтримки Семюеля Ашера Робертса.  Будівництво замку почалося в 1867 році, було залучено біля ста робітників і тривало чотири роки. Замок зайняв приблизно 3700 м2   і має біля семидесяти кімнат із головною стіною товщиною від двох до трьох футів. Висота фасаду становить 43 м заввишки  граніт для якого постачався з Далкі морем до Леттерфрака, і з вапняку, привезеного з Баллінасло . Також там розміщено 33 спальні, 4 ванні кімнати, 4 вітальні, бальний зал, більярдна, бібліотека, кабінет, шкільна кімната, кімната для паління, кімната для зброї та різні офіси та резиденції для домашнього персоналу для дворецького, кухаря, економки та іншої прислуги.
Маргарет померла в 1874 році повернувшись з подорожі до Єгипту де заразилася гарячкою. Генрі став проводити менше часу в Кайлморі після її смерті. У 1878 році він побудував прекрасну неоготичну церкву як меморіал своїй коханій дружині, використовуючи чотири різні види кольорового мармуру з чотирьох провінцій Ірландії. Після його смерті в 1910 році він був похований поруч з Маргарет у маленькому мавзолеї в лісовій галявині на території маєтку.
Граф і графиня Манчестерські
У 1903 році Мітчелл Генрі продав замок Кайлмор герцогу  Вільяму Ангусу Дрого Монтегю  та герцогині Манчестерським. Вони вели розкішний спосіб життя, фінансований багатим батьком герцогині, американським бізнесменом Юджином Циммерманом. По прибутті в Кайлмор подружжя почало масштабну реконструкцію, видаливши багато італійських інтер'єрів Генрі, зробивши замок більш придатним для розкішних розваг, які вони сподівалися проводити в своєму новому домі. Реконструкція включала видалення прекрасного німецького вітражного вікна в залі сходів та знищення великої кількості італійського та коннемарського мармуру. Місцеві жителі вважали, що зміни представляли собою осквернення пам'яті улюбленої Маргарет Генрі та її обожнюваного замку Кайлмор.Тут вони проживали  декілька років, перш ніж були змушені продати будівлі і територію через борги від азартних ігор.

### Бенедиктинське абатство

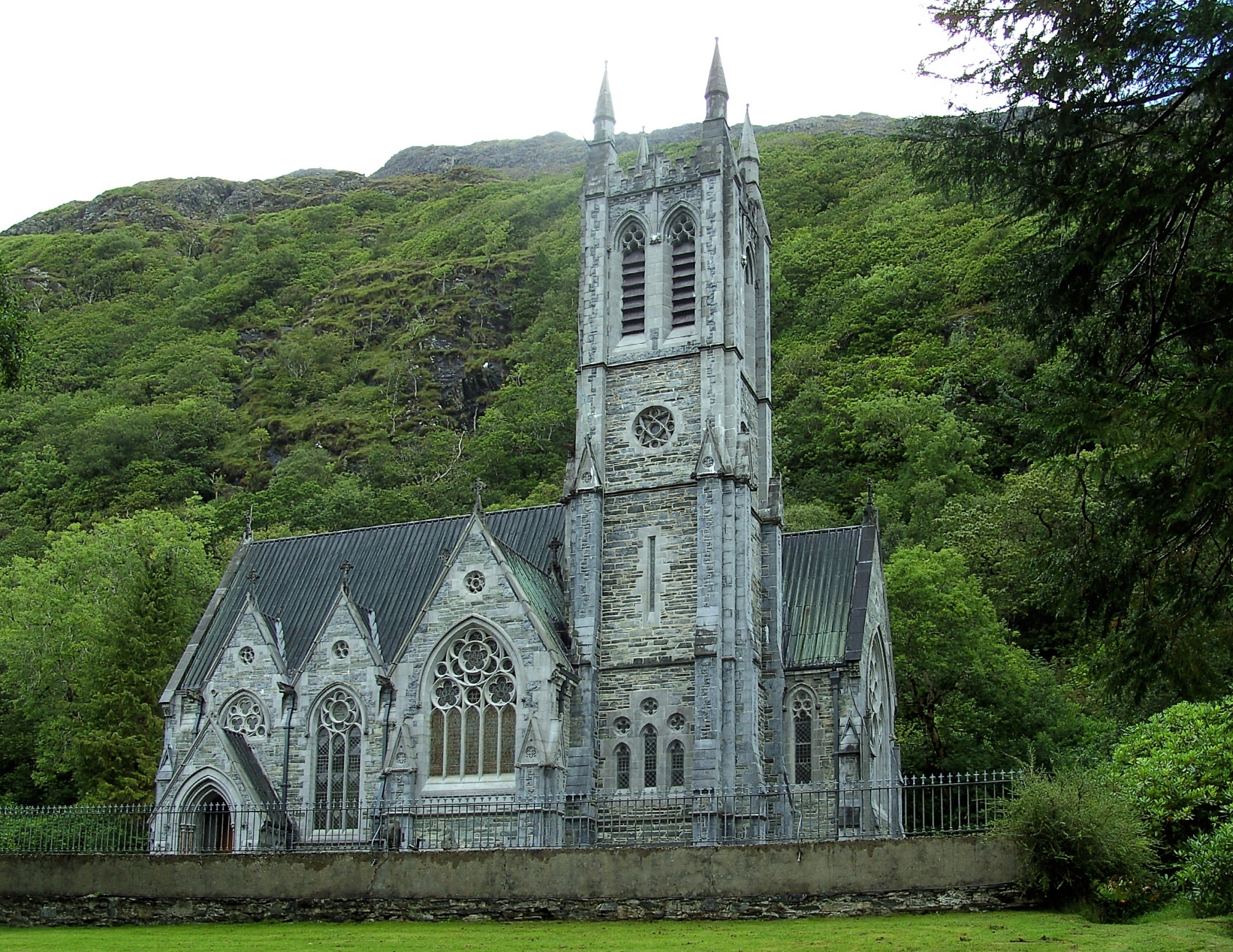
Неоготична церква в абатстві Кайлмор

Спільнота бере свій початок від бенедиктинського будинку в Брюсселі, заснованого леді Мері Персі в 1598 році. Згодом з Брюселя сестри переїхали у Гент, а згодом в Іпр. Іпрське абатство було популярним серед дочок ірландської знаті як місце для навчання і служіння. 
Внаслідок Першої світової війни Іпрський монастир був зруйнований, і сестри змушені були шукати нове житло. Спочатку вони були евакуйовані бійцями 8-го батальйону Королівських стрілецьких військ Мюнстера (сцена, яку пізніше відтворили в журналі Freeman's Journal), згодом перебували в Англії, де вони залишалися до 1920 року. Остаточно осіли в Кайлморі, де придбали замок і землі навколо.
Сестри вели господарство, розводили худобу та вирощували овочі. Абатство є важливим роботодавцем у цьому районі. 
Черниці  відкрили школу-інтернат у 1923 році та заснувавши денну школу для місцевих дівчат. Школа була базовим навчальним закладом для більшості дівчат з Ренвайла, Леттерфрака та інших країн протягом майже століття, але вона була змушена закритися в 2010 році через скорочення кількості покликань.  
У 1959 році Західне крило абатства Кайлмор було охоплене полум'ям. Хоча всім монахиням та їхнім ученицям вдалося безпечно евакуюватися, пожежа завдала страшної шкоди. Деякі монахині ризикували своїм життям, щоб врятувати архівні документи та артефакти, такі як прапор Раміль, мереживо, виготовлене Марією Стюарт, портрет Якова II та пошкоджений вівтарний камінь з абатства в Іпрі.
На генеральному капітулі, який відбувся в липні 2022 року в Бакфастському абатстві, Кайлеморське абатство було прийнято до англійської бенедиктинської конгрегації разом із двома іншими новими громадами черниць: абатством Маріяваль зі Швеції та абатством Джамберу з Австралії. 

## Університет Нотр-Дам - Глобальний центр абатства Кайлмор
З 2015 року абатство Кайлмор уклало угоду про партнерство з Університетом Нотр-Дам (США). Абатство приймає академічні програми для студентів Нотр-Даму, а університет відремонтував приміщення в абатстві. Програми розпочалися у 2016 році, коли близько 100 студентів переїхали до Кайлмора. Церемонію присвячення відвідали о. Тімоті Скаллі, суддя Пітер Келлі (Президент Вищого суду Ірландії) і настоятелька Маір Хікі OSB з Кайлмора, а також посли США та Канади. Бізнес-школа Мендоза Нотр-Даму проводить деякі з своїх програм для керівників, такі як курс "Натхненне лідерство", у Кайлморі. Також у Кайлморі проводилися заняття з мистецтва "en plein air" та майстер-клас з флейти під керівництвом сера Джеймса Голвея.
Програма управління біорізноманіттям абатства Кайлмор розпочалася у 2021 році у партнерстві зі Школою природничих наук Університету Голвея, з метою документування біорізноманіття маєтку Кайлмор і дозволити студентам вивчати його. 

## Туристичні атракції
Вікторіанські сади

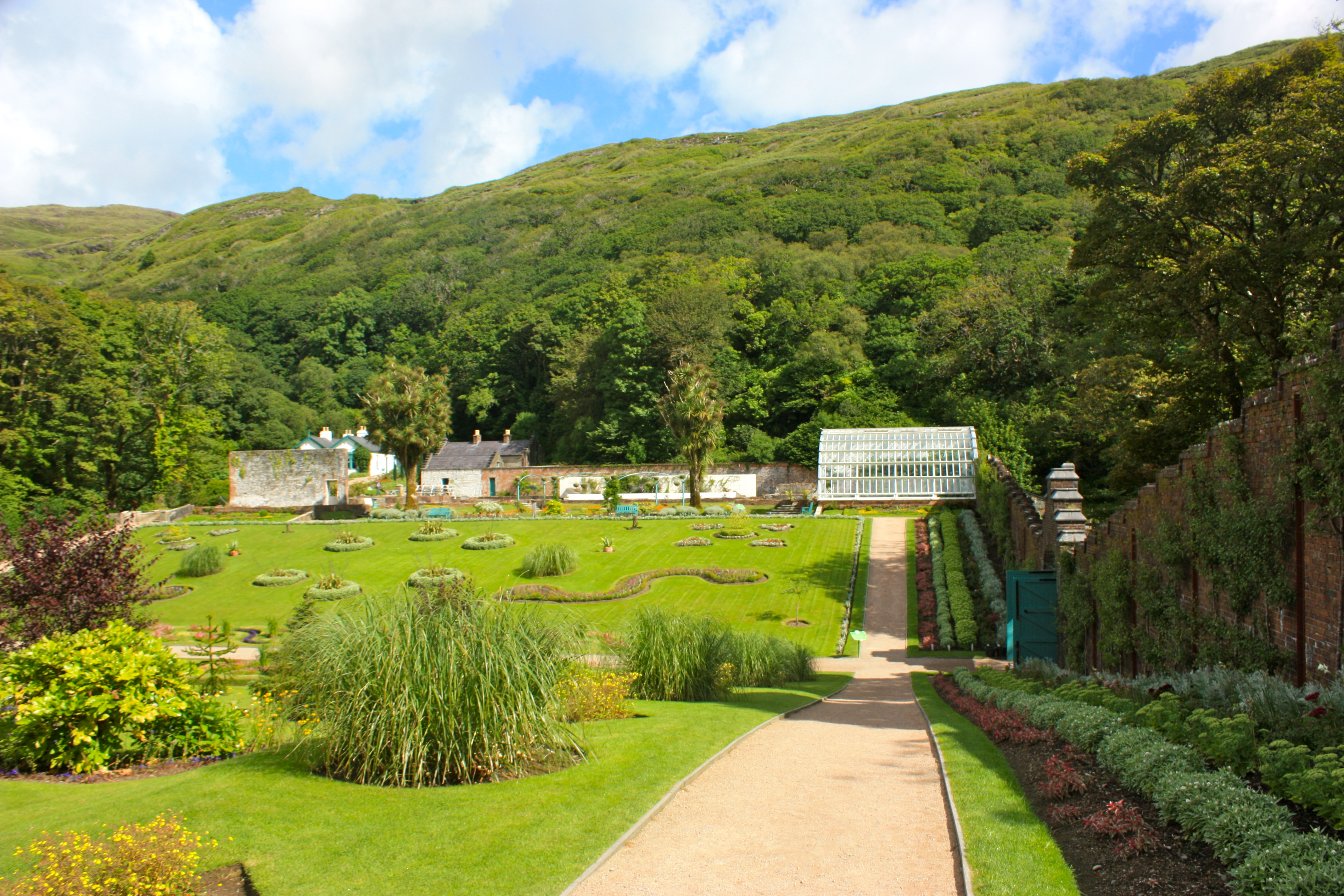
Огороджені вікторіанські сади, абатство Кайлемор

Маєток  містить вікторіанські сади, огороджені стінами. З 1970-х років вони відкриті для громадських екскурсій і прогулянок на природі. Громада бенедиктинців відновила сади та церкву абатства за рахунок пожертвувань і місцевих ремісників, щоб створити самоокупний маєток. Сади включають кухонний сад і квітник, оригінальний огороджений сад був закладений головним садівником Джеймсом Гарньєром у 1870 році.  Повна реставрація почалася в 1995 році.  На теперішній час це резервуар для збереження рослин, що використовувалися в садах Вікторіанської епохи.
Поні Коннамера та свині Кун-Кун
На території аббатства ви можете спостерігати за табуном місцевої породи поні, та двох свинок новозеландської породи Кун-Кун.
Виробництво
На території абатства знаходяться пасіка, та плантації господарських рослин з якої продукція постчається в ресторан та магазин. Також діє шоколадна майстерня, миловарня, та гончарня. Вся продукція виготовляється за рецептами вікторіанської епохи.
Діють магазин та ресторан.

## У ЗМІ
Кайлеморське абатство було показано в британському кулінарному шоу Two Fat Ladies, серія 3, епізод 1 «Бенедиктинські черниці» (1998). Господар готує Дженніфер Патерсон і Клариссу Діксон-Райт, приготувала вечерю для бенедиктинок, які живуть, працюють і відправляють поклоніння в абатстві. Абатство Кайлмор і черниці були представлені в загальнонаціональній телевізійній програмі RTE у 2020 році на святкування 100-річчя ордену бенедиктинців в абатстві.  Кайлмор також знявся у фільмі Heaven Made, який розповідає про те, як черниці та ченці виготовляють традиційні подарунки на Різдво. 